# Ржевский, Владимир Васильевич

Могила Ржевского на Новодевичьем кладбище

Рже́вский Влади́мир Васи́льевич (23 июля 1919, Воронцово-Александровское, Ставропольская губерния — 12 марта 1992, Москва) — советский горный инженер, специалист по открытой разработке месторождений и физике горных пород. Ректор Московского горного института (1962—1987), академик АН СССР (1981), лауреат Государственной премии СССР (1983).

## Биография
Родился 23 июля 1919 года в селе Воронцово-Александровское Ставропольской губернии. В 4 года остался сиротой.
В 1936 году окончил школу в городе Армавир.
В 1941 году с отличием окончил Московский горный институт (сегодня — Горный институт НИТУ «МИСиС»).
С 1941 года находился в рядах Советской армии; сначала стал курсантом Артиллерийской академии, потом был фронт — участие в Великой Отечественной войне в качестве инженера-артиллериста. Уволился в запас из Тбилиси в 1947 году в звании инженера-майора.
В 1947 году был принят в аспирантуру Московского горного института (МГИ).
С 1949 года преподавал в Московском горном институте.
В 1951 году защитил диссертацию и ему была присуждена учёная степень кандидата технических наук и звание доцента. В 1955 году защитил докторскую диссертацию и в 1956 году был утверждён в учёной степени доктора технических наук, затем — в учёном звании профессора.
С марта 1960 года был заведующим кафедрой открытых горных работ Московского горного института.
С 8 ноября 1960 по 13 февраля 1962 года работал проректором Университета дружбы народов имени Патриса Лумумбы, совмещая эту работу с заведованием кафедрой открытых работ в МГИ.
15 февраля 1962 года был назначен ректором Московского горного института.
В 1966 году был избран членом-корреспондентом АН СССР по Отделению наук о Земле, «горное дело». В 1981 году избран академиком АН СССР по Отделению геологии, геофизики и геохимии, «горные науки, разработка полезных ископаемых».
По инициативе В. В. Ржевского были разработаны и внедрены новые учебные программы подготовки горных инженеров для горнодобывающей промышленности.
Основные труды по теории и практике открытой разработки месторождений, физике горных пород и процессов. Создал метод геометрического анализа карьерных полей и проектирования режима горных разработок.
Скончался 12 марта 1992 года в Москве, похоронен на Новодевичьем кладбище.

## Память
Эндаумент-фонд Национального исследовательского    технологического университета МИСИС в 2023 году  учредил премию «Горная книга имени Владимира Васильевича Ржевского"  (дата обращения 06.02.2023). Премия будет направлена на поддержку авторов учебников в области горного дела из числа сотрудников Университета МИСИС.  Премия инициирована председателем Федерального учебно-методического объединения в сфере высшего образования по УГСН 21.00.00 Прикладная геология, горное дело, нефтегазовое дело и геодезия, выпускником МГГУ, проректором Университета МИСИС, проф. В.Л. Петровым,